# Shigella dysenteriae
La Shigella dysenteriae è un enterobatterio gram negativo asporigeno, anaerobio facoltativo, invasivo.
Tale batterio è in grado di produrre una potente esotossina detta tossina di Shiga necrotizzante sulle mucose intestinali.
È l'agente della dissenteria bacillare nota come Shigellosi.